# Philadelphia Eagles
Philadelphia Eagles este o echipă de fotbal american cu sediul în Philadelphia, Pennsylvania. Ei sunt membri a Diviziei de Est din National Football Conference (NFC) în National Football League (NFL). Eagles au câștigat trei titluri NFL înainte de fuziunea AFL-NFL și un Super Bowl în sezonul 2017 în fața echipei New England Patriots.